# DSE/DSI
Die Abkürzung DSE steht in der Neurophysiologie für den Begriff depolarization-induced suppression of excitation (engl. für „depolarisationsinduzierte Unterdrückung der Erregung“). Analog dazu bedeutet DSI depolarization-induced suppression of inhibition, also „depolarisationsinduzierte Unterdrückung der Hemmung“.
Diese Begriffe beschreiben das Phänomen, dass an Synapsen eine Depolarisation des postsynaptischen Neurons zu einer Verringerung der Freisetzung von Neurotransmitter an der präsynaptischen Endigung führt. Im Falle von DSE handelt es sich um den erregenden Transmitter Glutamat, im Falle von DSI um den hemmenden Transmitter GABA.
Der Mechanismus von DSE bzw. DSI ist folgender: Die postsynaptische Depolarisation führt zu einem Einstrom von Calcium-Ionen durch die Aktivierung von spannungsaktivierten Calciumkanälen. Das führt zu einer postsynaptischen Freisetzung von Endocannabinoiden. Retrograd aktivieren diese präsynaptische Endocannabinoidrezeptoren (im Gehirn CB1), was zu einer Verringerung der Freisetzung von Neurotransmitter führt, wahrscheinlich durch die Hemmung präsynaptischer Calciumkanäle.
DSI wurde zunächst an Pyramidenzellen im Hippocampus entdeckt, DSE an Purkinjezellen im Kleinhirn. Heute weiß man, dass sowohl DSI als auch DSE sich nicht auf diese Zelltypen im Gehirn beschränken.